# Abrothrix olivaceus
Abrothrix olivaceus е вид гризач от семейство Хомякови (Cricetidae). Видът не е застрашен от изчезване.

## Разпространение и местообитание
Разпространен е в Аржентина и Чили.
Обитава гористи местности, поляни, храсталаци и степи.

## Описание
На дължина достигат до 9,7 cm, а теглото им е около 24,5 g.
Продължителността им на живот е около 1 година. Популацията на вида е стабилна.